# Lokum Deweloper

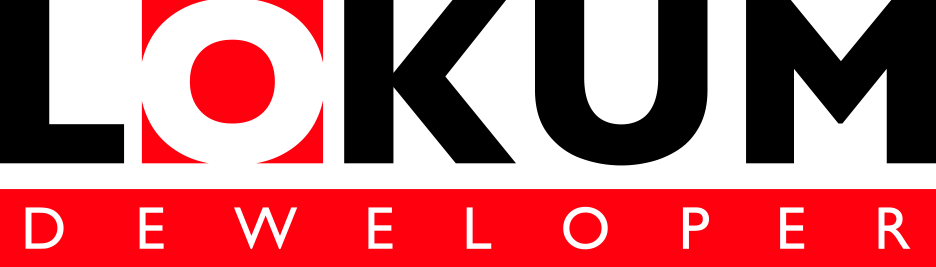

Lokum Deweloper – polski deweloper specjalizujący się w realizacji dużych, kompleksowych, wielorodzinnych osiedli mieszkaniowych we Wrocławiu i Krakowie, członek Polskiego Związku Firm Deweloperskich.
Spółka powstała w 2004 roku, a od grudnia 2015 roku jest notowana na Giełdzie Papierów Wartościowych w Warszawie. Od początku działalności deweloper oddał do użytku 5,5 tys. mieszkań i domów o łącznej powierzchni ok. 285 tys. m². W 2017 roku grupa po raz pierwszy przekroczyła poziom kontraktacji w wysokości 1000 mieszkań rocznie. W 2018 roku rozpoznano w wyniku rekordowe w historii grupy 900 lokali.

## Historia
Historia spółki sięga 2004 roku, kiedy gruntownie zmodernizowano i zaadaptowano istniejący budynek przy ulicy Sycowskiej we Wrocławiu. Z każdym rokiem firma rozszerzała działalność, realizując kolejne projekty deweloperskie we Wrocławiu i okolicach. W 2014 roku po raz pierwszy wyemitowane zostały obligacje i w ten sposób rozpoczęto notowania na rynku Catalyst. W grudniu 2015 roku spółka zadebiutowała na Giełdzie Papierów Wartościowych w Warszawie. 2016 rok przyniósł poszerzenie działalności firmy o drugi co do wielkości rynek mieszkaniowy w Polsce – Kraków. Spółka kompleksowo zarządza procesem inwestycyjnym – od pozyskania terenu pod budowę, przez projekt, budowę, marketing, sprzedaż i obsługę posprzedażową. Spółka pełni funkcję generalnego wykonawcy dla swoich projektów.

## Zarząd
Prezes spółki jest Bartosz Kuźniar związany z grupą Lokum od 2005 roku – od 2020 roku wiceprezesa wrocławskiego oddziału Polskiego Związku Firm Deweloperskich. Wiceprezesem Zarządu ds. finansowych  jest Tomasz Dotkuś.

## Wybrane nagrody
- 2019: Inwestycja Roku 2019: Lokum Deweloper S.A. laureatem Ogólnopolskiego Programu Budowlanego Roku 2019 – osiedle Lokum Vena
- 2018: Dolnośląska Budowa Roku: Nagrody dla dwóch osiedli Lokum Deweloper w XIV edycji konkursu
- 2017: Grand Prix i tytuł Mieszkaniowej Perły Krakowa 2017 r., Dolnośląska Budowa Roku: Nagrody dla trzech osiedli Lokum Deweloper w XIII edycji konkursu
- 2016: Gepard Biznesu za rok 2015
- 2016: Piękny Wrocław: drugie miejsce osiedla Lokum da Vinci w Konkursie na najlepszą realizację architektoniczną 2014
- 2014: Osiedle 25-lecia dla inwestycji Lokum di Trevi
- 2012: Diament Forbesa
- 2011: Solidny Deweloper[8]